# Тімбервуд-Парк (Техас)
Тімбервуд-Парк (англ. Timberwood Park) — переписна місцевість (CDP) в США, в окрузі Беар штату Техас. Населення — 35 217 осіб (2020).

## Географія
Тімбервуд-Парк розташований за координатами 29°42′20″ пн. ш. 98°28′39″ зх. д. / 29.70556° пн. ш. 98.47750° зх. д. (29.705525, -98.477495).  За даними Бюро перепису населення США в 2010 році переписна місцевість мала площу 32,98 км², з яких 32,88 км² — суходіл та 0,10 км² — водойми. В 2017 році площа становила 54,57 км², з яких 54,45 км² — суходіл та 0,13 км² — водойми.

## Демографія
Згідно з переписом 2010 року, у переписній місцевості мешкало 13 447 осіб у 4411 домогосподарстві у складі 3597 родин. Густота населення становила 408 осіб/км².  Було 4651 помешкання (141/км²).
Расовий склад населення:
| - 79,8 % — білих - 4,9 % — чорних або афроамериканців - 4,5 % — азіатів - 0,4 % — корінних американців - 0,1 % — вихідців з тихоокеанських островів - 6,2 % — осіб інших рас |

До двох чи більше рас належало 4,0 %. Частка іспаномовних становила 31,3 % від усіх жителів.
За віковим діапазоном населення розподілялося таким чином: 32,9 % — особи молодші 18 років, 61,3 % — особи у віці 18—64 років, 5,8 % — особи у віці 65 років та старші. Медіана віку мешканця становила 34,1 року. На 100 осіб жіночої статі у переписній місцевості припадало 97,5 чоловіків;  на 100 жінок у віці від 18 років та старших — 95,4 чоловіків також старших 18 років.
Середній дохід на одне домашнє господарство  становив 130 927 доларів США (медіана — 111 721), а середній дохід на одну сім'ю — 137 353 долари (медіана — 119 768). Медіана доходів становила 76 667 доларів для чоловіків та 51 686 доларів для жінок. За межею бідності перебувало 3,9 % осіб, у тому числі 6,5 % дітей у віці до 18 років та 0,7 % осіб у віці 65 років та старших.
Цивільне працевлаштоване населення становило 12 728 осіб. Основні галузі зайнятості: освіта, охорона здоров'я та соціальна допомога — 19,1 %, науковці, спеціалісти, менеджери — 14,3 %, фінанси, страхування та нерухомість — 11,8 %, роздрібна торгівля — 11,5 %.